# شاخص اچ

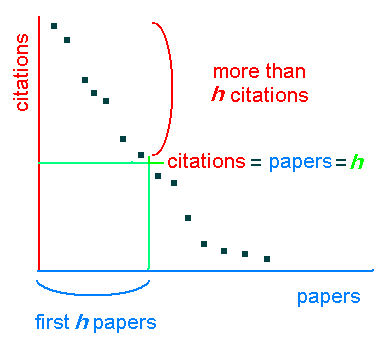
نمونه‌ای از شاخص اچ روی محور xها و yها

اچ ایندکس (به انگلیسی: h-index) شاخصی عددی است که می‌کوشد بهره‌وری و تأثیرگذاری علمی دانشمندان را به صورت کمی نمایش دهد. این شاخص با در نظر گرفتن تعداد مقالات پراستناد افراد و تعداد دفعات استناد شدن آن مقالات توسط دیگران محاسبه می‌شود. از این شاخص می‌توان برای تأثیرگذاری علمی گروهی از دانشمندان نیز بهره برد، مثلاً شاخص اچ برای محاسبه تأثیرگذاری علمی دانشگاه‌ها و دانشمندان یک کشور نیز قابل استفاده است. این شاخص در سال ۱۳۸۴ (۲۰۰۵ میلادی) توسط فیزیکدانی به نام خورخه ئی هیرش پیشنهاد شد و از این رو گاهی با نام‌های «هیرش ایندکس» یا مقدار هیرش شناخته شده است.

## تعریف و هدف
شاخص اچ شاخصی است که می‌توان به وسیلهٔ آن محققان تأثیرگذار را از آنهایی که صرفاً تعداد زیادی مقاله منتشر کرده‌اند متمایز نمود. این شاخص همچنین برای مقایسهٔ محققانی که در یک حوزهٔ کاری یکسان فعالیت می‌کنند کاربرد دارد. محاسبهٔ اچ ایندکس توسط پایگاه‌های اسکوپوس، آی اس آی و گوگل اسکالر برای مقالات انگلیسی زبان و نیز پایگاه استنادی علوم جهان اسلام (ISC) برای مقالات فارسی امکان‌پذیر شده است. محاسبه ایندکس اچ بر پایه توزیع استنادات داده شده به آثار منتشره یک فرد یا گروهی از افراد صورت می‌گیرد.
به زبان دقیق‌تر، وقتی اچ ایندکس برای شخصی به میزان h است، یعنی تعداد h مورد اثر انتشاراتی (مثل مقاله) دارد که به هر کدام از آن‌ها دست کم h بار استناد شده است؛ مثلاً اگر می‌گوییم ایندکس تأثیرگذاری علمی فردی از طریق ایندکس اچ به میزان ۵ محاسبه شده است، منظورمان این است که این شخص ۵ اثر انتشاراتی، مثل مقاله، دارد که به هر کدام از این ۵ مقاله، دست‌کم ۵ بار استناد شده است.
اگر بخواهیم ایندکس اچ را روی محور نشان دهیم، در محور افقی(x) که از صفر درجه‌بندی می‌شود، هر عدد نشانگر تعداد مقالاتی است که توسط دیگران n بار مورد استناد قرار گرفته است؛ مثلاً عدد ۳ روی محور xها به این معنا است که ۳ مقاله از این فرد وجود دارد که n بار مورد استناد قرار گرفته است. در محور عمودی یا همان محور yها، تعداد دفعات استناد شدن وجود دارد. این محور نیز از صفر درجه‌بندی می‌شود. نقطه h روی این محور آن‌جایی است که مقدار روی محور xها و yها مساوی هم بشود؛ مثلاً ۱۰ مقاله وجود دارد (محور xها) که ۱۰ بار مورد استناد قرار گرفته است (محور yها). در این‌جا ایندکس فرد یا گروه مورد بررسی ۱۰ است.
این ضریب تأثیر کم‌کم دارد جای خیلی از ضریب تأثیرهای دیگر را در این زمینه می‌گیرد. از آنجایی که فقط مقالاتی تعیین‌کننده ضریب اچ هستند که تعداد یادکرد بالایی بدارند، برآورد این نوع ضریب تأثیر بسیار آسان است. Hirsch نشان داد که شناسه اچ تأثیر زیادی در پیشگویی افرادی دارد که بعداً نشان‌های افتخار می‌گیرند از جمله جایزه نوبل. او نشان داد که فیزیکدانان دارای شناسه اچ ۱۲ می‌توانند دانشیار دانشگاه باشند و با شناسه ۱۸ می‌توانند استاد تمام باشند و با ۱۵ تا ۲۰ می‌توانند عضو انجمن فیزیک آمریکا باشند و با بیش از ۴۵ می‌توانند عضو آکادمی ملی علوم در آمریکا باشند.

## محاسبه
این شاخص می‌تواند دستی محاسبه شود یا با استفاده از پایگاه‌های داده‌ای که مقالات را نمایه‌زنی می‌کنند مثل اسکوپوس یا مؤسسهٔ اطلاعات علمی یا گوگل اسکالر.